# 赵复
赵复（?—?），字仁甫，中国宋末元初德安府（治今湖北省安陆市）人。学者称为江汉先生。

## 生平
赵复中南宋乡贡进士。端平二年（1235年），阔出率领蒙古军南渡攻宋朝，赵复在德安被俘。杨惟中奉命搜求儒、道、释、医、卜、士，赵复以儒生被开脱，受邀至燕京。杨惟中、姚枢建太极书院，请赵复主讲程朱理学。主张“简在心得，鄙薄事功”。作孔、孟至程、朱《道统图》。当时姚枢、许衡、郝经、刘因等都跟随他学习。程朱之学由他才开始在北方广为传布。曾作《传道图》、《希贤录》，辑录伊尹、颜回言行；《伊洛发挥》，以明理学宗旨；编朱子门徒五十三人《师友图》等。他不忘宋朝，不出仕蒙古，后来退隐真定，授徒终生。卒年八十余岁。

## 延伸阅读
[在维基数据编辑]
 《元史·卷189》，出自宋濂《元史》